# Diego Tadeo González
Fray Diego Tadeo González (Ciudad Rodrigo, 1733-Madrid, 1794), fue un religioso agustino y poeta español de la Segunda escuela poética salmantina, donde usó el pseudónimo de Delio.

## Biografía
Ingresó a los dieciocho años en la Orden de San Agustín y estudió en el Convento de San Felipe el Real de Madrid, y en la Universidad de Salamanca. Con el seudónimo de Delio escribió muchas poesías de tendencia platónica. Tanto desconfiaba de su verdadero valor, que ordenó a su gran amigo y discípulo fray Juan Fernández de Rojas que quemase con sus papeles todos sus escritos literarios, lo que felizmente no cumplió. Fue visitador de general de Andalucía, prior de los conventos de Salamanca, Pamplona y Madrid, secretario de la provincia castellana de su orden y rector del Colegio de doña María de Aragón, y tanto destacó en la oratoria, que Juan Meléndez Valdés le dedicó una oda. Su poesía juvenil es amorosa y dedicada a una tal Melisa, su primer amor, y a una tal Mirta, una dama de Cádiz, sublimadas ambas en forma platónica. Después cantó a Filis y Lisi, al parecer personas reales.
Sintió una inmensa adoración por la poesía de Horacio y Fray Luis de León que se refleja en sus escritos. Tanto es así, que pudo añadir a la Exposición del libro de Job los capítulos que le faltaban de forma que no se notó la diferencia de no ser porque su añadido estaba en letra bastardilla. También se le ve esa asimilación del estilo del gran agustino en la traducción de algunos salmos. Perteneció, pues, a la escuela Poética Salmantina con Juan Pablo Forner, José Iglesias de la Casa y Juan Meléndez Valdés, entre otros.
El influjo de Jovellanos le llevó a una poesía más grave y moral, a la que corresponde la égloga Llanto de Delio y profecía de Manzanares (1783), la oda A las nobles artes (1781) y el poema didáctico Las edades (1812) del que sólo alcanzó a completar el primer libro, La niñez, así como el burlesco El murciélago alevoso. Sus Poesías están reunidas en ediciones de Madrid, la primera reunida por su discípulo Juan Fernández de Rojas en 1796, reimpresa en 1805, 1812, y luego en Valencia, 1817, Barcelona, 1821 y Zaragoza, 1831. En la Biblioteca de Autores Españoles se encuentra en el tomo LXI, 1869. Aunque se le atribuye el melólogo La mujer heroica, esposa de Alonso Pérez de Guzmán, el Bueno, doña María Alonso Coronel (Madrid, 1792) no lo compuso; el error se debe a creer que el pseudónimo "Joaquín Barón" le encubre a él, pero en realidad fue un personaje real, el poeta Joaquín Barón Domingo, que usaba el mismo pseudónimo, "Delio", en la Academia de los Pastores de Manzanares de Madrid. 
En honor de Diego Tadeo González y para su recordatorio un instituto lleva su nombre, el IES Fray Diego Tadeo González Archivado el 21 de junio de 2012 en Wayback Machine. de Ciudad Rodrigo.

## Obras
- Poesías Madrid, 1796, edición de Juan Fernández de Rojas aumentada en 1805, 1812; Valencia, 1817; Barcelona, 1821; Zaragoza, 1831. En la BAE se encuentra en el tomo LXI, 1869.